# Phanocles zehntneri
Phanocles zehntneri är en insektsart som först beskrevs av Ludwig Redtenbacher 1908.  Phanocles zehntneri ingår i släktet Phanocles och familjen Diapheromeridae. Inga underarter finns listade i Catalogue of Life.